# Лондондеррі Тауншип (округ Дофін, Пенсільванія)
Лондондеррі Тауншип (англ. Londonderry Township) — селище (англ. township) в США, в окрузі Дофін штату Пенсільванія. Населення — 4899 осіб (2020).

## Демографія
Згідно з переписом 2010 року, у селищі мешкало 5235 осіб у 2041 домогосподарстві у складі 1481 родини. Було 2146 помешкань
Расовий склад населення:
| - 96,9 % — білих - 0,6 % — чорних або афроамериканців - 0,4 % — азіатів - 0,1 % — корінних американців |

До двох чи більше рас належало 1,3 %. Частка іспаномовних становила 3,2 % від усіх жителів.
За віковим діапазоном населення розподілялося таким чином: 22,3 % — особи молодші 18 років, 63,7 % — особи у віці 18—64 років, 14,0 % — особи у віці 65 років та старші. Медіана віку мешканця становила 43,4 року. На 100 осіб жіночої статі у селищі припадало 99,5 чоловіків;  на 100 жінок у віці від 18 років та старших — 98,3 чоловіків також старших 18 років.
Середній дохід на одне домашнє господарство  становив 69 900 доларів США (медіана — 59 107), а середній дохід на одну сім'ю — 76 680 доларів (медіана — 69 146). Медіана доходів становила 47 282 долари для чоловіків та 38 936 доларів для жінок. За межею бідності перебувало 6,1 % осіб, у тому числі 6,4 % дітей у віці до 18 років та 1,9 % осіб у віці 65 років та старших.
Цивільне працевлаштоване населення становило 2753 особи. Основні галузі зайнятості: освіта, охорона здоров'я та соціальна допомога — 17,8 %, роздрібна торгівля — 13,0 %, науковці, спеціалісти, менеджери — 9,3 %, транспорт — 9,0 %.